# 韦捷姆利亚农村居民点
韦捷姆利亚农村居民点（俄语：Витемлянское сельское поселение）是俄罗斯联邦布良斯克州波加尔区所属的一个农村居民点。其下辖有13个居民点，行政中心为韦捷姆利亚。据2015年统计，该农村居民点的人口为1060人。